# ميشيل سافويا
ميشيل سافويا (بالإيطالية: Michele Savoia)‏ هو مجدف إيطالي، ولد في القرن العشرين.

## وصلات خارجية
- ميشيل سافويا على موقع الاتحاد الدولي للتجديف (الإنجليزية)